# 1865 у залізничному транспорті
1865 у залізничному транспорті
Шаблон:Роки на залізниці
Шаблон:Навігація по року

## Події
- Перша залізнична лінія на території Молдови була прокладена від станції Роздільна до станції Кучурган.
- У Російській імперії почалося будівництво Поті-Тифліської залізниці.

## Новий рухомий склад
- У Російській імперії створено вагонний візок з подвійним ресорним підвішуванням конструкції К.І. Рехневського[1].
- У Великій Британії побудований перший паровоз системи Ферлі[pl] «Піонер».